# Estação-tubo
As estações-tubo são pontos de parada de ônibus em forma de tubo da Rede Integrada de Transporte da Grande Curitiba, quando ocorre o embarque em nível e pagamento antecipado da tarifa.

## História
Essas estações foram criadas em 1991 especialmente para atender as linhas do ônibus expresso e Linha Direta e desde então tornou-se um ícone do urbanismo de Curitiba. Nos tubos que passam mais de um ônibus há a integração tarifária em que o passageiro desembarca de um ônibus e pode embarcar em outro sem precisar pagar a passagem novamente. Em toda Curitiba e região, existem 357 estações em que passam milhares de passageiros por dia e dentro de algumas estações existem "Tubotecas", que são pequenas bibliotecas que funcionam dentro destas. O projeto das tubotecas, integra as comemorações dos 320 anos da cidade.  